# Ewa Polano
Ewa Polano (* 5. Januar 1958) ist eine schwedische Diplomatin.

## Werdegang
Seit 1987 ist Polano für das schwedische Außenministerium tätig. Von 2001 bis 2006 war sie schwedische Botschafterin in Mexiko.
Ab September 2009 war Polano schwedische Botschafterin in Jakarta mit der Zuständigkeit für Indonesien, die ASEAN und Osttimor. Am 19. Juni 2014 verließ sie Jakarta und wechselte direkt auf den Posten der schwedischen Botschafterin in Katar. Hier blieb sie bis September 2019. Seitdem ist Polano schwedische Botschafterin in Luanda, mit Zuständigkeit für Angola und São Tomé und Príncipe. Ihre Akkreditierung für Angola übergab sie am 16. Oktober 2019.

## Auszeichnungen
- Großes Bundesverdienstkreuz (2003)